# Dukat wenecki

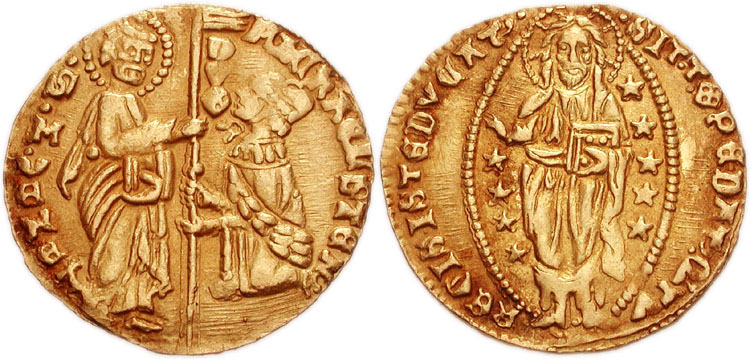
doża Michele Steno 1400-1413, 21mm, 3.50 g

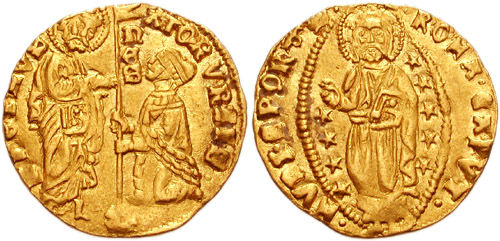

Dukat wenecki (wł. ducato) – dukat o wadze 3,55 g złota, emitowany w Wenecji od roku 1284 do upadku Republiki Weneckiej w 1797.
Moneta złota, później srebrna, będąca w powszechnym obiegu nie tylko w państwie weneckim i jego posiadłościach, ale na całym obszarze śródziemnomorskim, a nawet poza nim.